# Gunung Raja (Penukal)
Gunung Raja is een bestuurslaag in het regentschap Muara Enim van de provincie Zuid-Sumatra, Indonesië. Gunung Raja telt 1151 inwoners (volkstelling 2010).